# We Are Not Alone
We Are Not Alone —en español: «No estamos solos»— es el segundo álbum de estudio de la banda de Post Grunge/alternative metal estadounidense Breaking Benjamin. Fue publicado el 28 de junio de 2004 y 2 de noviembre de 2007 en Europa a través de Hollywood Records.
Tres sencillos fueron lanzados del álbum, "So Cold", "Sooner or Later" y la versión de la banda completa de "Rain", a diferencia de la versión original en el que el único instrumento utilizado es una guitarra acústica, que salió cerca del final de junio de 2005.
We Are Not Alone vendió 48 000 copias en su primera semana y fue certificado platino por la RIAA el 13 de junio de 2005 al vender 1 millón de copias en Estados Unidos.
We Are Not Alone es el último álbum de estudio que incluye al baterista Jeremy Hummel. La pista "Firefly" fue incluida en los videojuegos del 2004 WWE SmackDown! vs. Raw y WWE Day of Reckoning.

## Lista de canciones
- Edición estándar

| We Are Not Alone |                   |                                |                                                            |          |  |
| N.º              | Título            | Escritor(es)                   | Performer(s)                                               | Duración |  |
| 1.               | «So Cold»         | Benjamin Burnley               | Benjamin Burnley, Aaron Fink, Mark Klepaski, Jeremy Hummel | 4:33     |  |
| 2.               | «Simple Design»   | Benjamin Burnley               | Benjamin Burnley, Aaron Fink, Mark Klepaski, Jeremy Hummel | 4:15     |  |
| 3.               | «Follow me»       | Benjamin Burnley, Billy Corgan | Benjamin Burnley, Aaron Fink, Mark Klepaski, Jeremy Hummel | 3:18     |  |
| 4.               | «Firefly»         | Benjamin Burnley               | Benjamin Burnley, Aaron Fink, Mark Klepaski, Jeremy Hummel | 3:08     |  |
| 5.               | «Break My Fall»   | Benjamin Burnley               | Benjamin Burnley, Aaron Fink, Mark Klepaski, Jeremy Hummel | 3:25     |  |
| 6.               | «Forget It»       | Benjamin Burnley, Billy Corgan | Benjamin Burnley, Aaron Fink, Mark Klepaski, Jeremy Hummel | 3:38     |  |
| 7.               | «Sooner or Later» | Benjamin Burnley               | Benjamin Burnley, Aaron Fink, Mark Klepaski, Jeremy Hummel | 3:39     |  |
| 8.               | «Breakdown»       | Benjamin Burnley               | Benjamin Burnley, Aaron Fink, Mark Klepaski, Jeremy Hummel | 3:36     |  |
| 9.               | «Away»            | Benjamin Burnley               | Benjamin Burnley, Aaron Fink, Mark Klepaski, Jeremy Hummel | 3:12     |  |
| 10.              | «Believe»         | Benjamin Burnley               | Benjamin Burnley, Aaron Fink, Mark Klepaski, Jeremy Hummel | 3:20     |  |
| 11.              | «Rain»            | Benjamin Burnley, Billy Corgan | Benjamin Burnley                                           | 3:25     |  |
| 39:28            |                   |                                |                                                            |          |  |

| Pista Oculta (Reedición 2005) |               |                                |                                                            |          |  |
| N.º                           | Título        | Escritor(es)                   | Performers                                                 | Duración |  |
| 12.                           | «Rain (2005)» | Benjamin Burnley, Billy Corgan | Benjamin Burnley, Aaron Fink, Mark Klepaski, Jeremy Hummel | 3:22     |  |
| 42:54                         |               |                                |                                                            |          |  |

- Edición Japonesa

| We are not alone |                |                  |                                                            |          |  |
| N.º              | Título         | Escritor(es)     | Performers                                                 | Duración |  |
| 12.              | «Ordinary Man» | Benjamin Burnley | Benjamin Burnley, Aaron Fink, Mark Klepaski, Jeremy Hummel | 3:31     |  |
| 13.              | «Lady Bug»     | Benjamin Burnley | Benjamin Burnley, Aaron Fink, Mark Klepaski, Jeremy Hummel | 3:03     |  |
| 46:02            |                |                  |                                                            |          |  |

## Créditos y personal
| Breaking Benjamin - Benjamin Burnley – lead vocals, rhythm guitar - Aaron Fink – lead guitar - Mark Klepaski – bass guitar - Jeremy Hummel – drums Músicos adicionales - David Bendeth - Additional keyboards - Billy Corgan - Additional guitar on "Forget It" - Wayne Davis - Keyboards, programming Músicos de Gira - BC Vaught - drums, percussion (live only) - Brian Jezuit - drums, percussion (live only) Obra - T42Design – Art Direction and Album Design - Michael Halsband – Band Photography | Administración - Larry Mazer & Tamra Feldman – Management for Entertainment Services - Lic Wheeler – Marketing - Nick Ferrara – Legal for Serling Rooks - Andy Somers – Booking Agent for The Agency Group Producción - David Bendeth – Producer, mixing - Rich Costey – Mixing on "So Cold" - Andy Wallace – Mixing on "Follow" - Michael Brauer – Mixing on "Forget It" - Jason Jordan – A&R - Bladimir Jimenezv – Artist Coordination - Keith Gary – Assistant - John Bender – Assistant Engineer - Wayne Davis & Jerry Farley – Digital Editing - J. Colangelo – Drum Technician - George Marino – Mastering - Valerie Zyriek – Studio Coordinator - Freddie Fabbri – Consigliere - James "MO" Butts – Sound Advice |

## Posicionamiento en listas
| Año  | Listas                   | Posición |
| ---- | ------------------------ | -------- |
| 2004 | US Billboard 200         | 20       |
| 2005 | New Zealand Albums Chart | 14       |

| Año  | Canción           | Listas                        | Posición |
| ---- | ----------------- | ----------------------------- | -------- |
| 2004 | "So Cold"         | US Billboard Hot 100          | 76       |
| 2004 | "So Cold"         | US Modern Rock Tracks         | 3        |
| 2004 | "So Cold"         | US Hot Mainstream Rock Tracks | 2        |
| 2004 | "Sooner or Later" | US Billboard Hot 100          | 99       |
| 2004 | "Sooner or Later" | US Modern Rock Tracks         | 7        |
| 2004 | "Sooner or Later" | US Hot Mainstream Rock Tracks | 2        |
| 2005 | "Rain"            | US Modern Rock Tracks         | 39       |
| 2005 | "Rain"            | US Hot Mainstream Rock Tracks | 23       |

| País           | Certificación | Ventas     |
| -------------- | ------------- | ---------- |
| Nueva Zelanda  | Oro           | 7500+      |
| Estados Unidos | Platino       | 1 000 000+ |